# Ahetze
Ahetze é uma comuna francesa na região administrativa da Nova Aquitânia, no departamento dos Pirenéus Atlânticos. Estende-se por uma área de 10,58 km². Em 2010 a comuna tinha 2 146 habitantes (densidade: 202,8 hab./km²).